# São Benedito do Rio Preto
São Benedito do Rio Preto é um município brasileiro do estado do Maranhão. Sua população, segundo o censo de 2022, é de 18.364 habitantes. 

## História
Em 1874, o cearense Rufino Alves da Silva chegou na região do atual município e estabeleceu-se, cultivando a agricultura de subsistência. Nesta terras surgiu um pequeno povoado que Rufino denominou de São Benedito. Com as extensas estiagem do interior do Ceará, entre o final do século XIX e início do século XX, mais cearense migraram para o Maranhão e algumas famílias destes retirantes estabeleceram-se em São Benedito, contribuindo para o progresso da localidade.
Em 1911, a localidade já pertencia ao município de Vargem Grande. Em 30 de dezembro de 1943, o então distrito pertencente a Vargem Grande, recebeu a denominação de Curuzu e em 31 de dezembro de 1948 foi elevado a categoria de município.
Em 3 de dezembro de 1955, o município recebeu nova denominação, agora de "São Benedito do Rio Preto".